# Photodiagnosis and Photodynamic Therapy
Photodiagnosis and Photodynamic Therapy is een internationaal, aan collegiale toetsing onderworpen wetenschappelijk tijdschrift op het gebied van de oncologie.
De naam wordt in literatuurverwijzingen meestal afgekort tot Photodiagnosis Photodyn. Ther.
Het wordt uitgegeven door Elsevier en verschijnt 4 keer per jaar.